# Équipe de France féminine de handball au Championnat du monde 2003
Cet article relate le parcours de l'Équipe de France féminine de handball lors du Championnat du monde 2003 organisé en Croatie du 2 au 14 décembre 2003. Il s'agit de la 6e participation de la France aux Championnats du monde.
La France remporte son premier titre de championne du monde en battant après prolongation la Hongrie sur le score de 32 à 29. Cette finale a été l'un des matchs les plus renversants du handball. En effet, les Françaises, menées de 7 buts (18-25) à 7 minutes de la fin sonnèrent la révolte et marquèrent un 9-3 en 6 minutes et demi (27-28). À la dernière seconde du temps réglementaire, la balle arrive dans les mains de la française Véronique Pecqueux-Rolland qui va pour tirer mais est violemment arrêtée par la hongroise Anita Görbicz : carton rouge et tir à 7 mètres. Leila Lejeune marque le 28e but, celui du nul et de la prolongation. Là, les hongroises, gagnantes du tirage au sort et en double infériorité numérique doivent commencer, mais contre toute attente, elles laissent la balle d'engagement aux Françaises. Celles-ci ne se privent pas et clouent au pilori les hongroises par un 4-1, score final.

## Matchs de préparation
La préparation de l'équipe de France a débuté par un stage d'oxygénation réalisé à Hyères, près de Toulon. Les 10 et 12 novembre ont lieu une double confrontation face à la Hongrie où chaque équipe remporte un match :
- 10 novembre, France - Hongrie : 26-21 (Mi-temps : 13-11)
- 12 novembre, France - Hongrie : 27-31 (Mi-temps : 14-14)

Au Tournoi de Paris Île-de-France qui suit, les Françaises retrouvent la Hongrie qui les bat à nouveau. Les tricolores se reprennent pour battre l’Angola et la Russie.
- 14 novembre, France - Hongrie : 27-30 (Mi-temps : 13-17)
- 15 novembre, France - Angola : 34-20 (Mi-temps : 20-11)
- 16 novembre, France - Russie : 22-17 (Mi-temps : 10-10)

La préparation se poursuit en Hongrie où la France, après avoir perdu face à l’Espagne obtient une revanche face aux Hongroises puis battent la République tchèque :
- 20 novembre, Espagne - France : 22-19 (Mi-temps : 11-9)
- 21 novembre, France - Hongrie : 29-17
- 22 novembre, France - République tchèque : 18-17

Enfin, la France se rend en Croatie le 27 novembre avec 2 matchs face à la Slovénie (28 et 29 novembre) puis une arrivée le 30 novembre à Split, lieu du tour préliminaire.

## Effectif
L'effectif de l'équipe de France est,, :
| no                                | Joueuse                    | Poste          | Club              | Âge    | Taille | Buts | Sél. |
| --------------------------------- | -------------------------- | -------------- | ----------------- | ------ | ------ | ---- | ---- |
| 14                                | Myriam Borg-Korfanty       | Demi-centre    | US Mios-Biganos   | 25 ans | 1 m 86 | 157  | 114  |
| 10                                | Sophie Herbrecht           | Demi-centre    | ES Besançon       | 21 ans | 1 m 74 | 81   | 47   |
| 11                                | Stéphanie Cano             | Ailière droite | Slagelse FH       | 29 ans | 1 m 64 | 306  | 176  |
| 13                                | Isabelle Wendling          | Pivot          | HB Metz Métropole | 29 ans | 1 m 76 | 368  | 227  |
| ?                                 | Stéphanie Ludwig           | Ailière gauche | HB Metz Métropole | 31 ans | 1 m 71 | 320  | 153  |
| 3                                 | Estelle Vogein             | Ailière droite | HB Metz Métropole | 27 ans | 1 m 60 | 125  | 80   |
| 20                                | Raphaëlle Tervel           | Ailière gauche | ES Besançon       | 24 ans | 1 m 78 | 152  | 84   |
| 2                                 | Isabelle Cendier           | Arrière droite | HB Metz Métropole | 26 ans | 1 m 75 | 123  | 81   |
| 4                                 | Leila Lejeune              | Arrière-gauche | Viborg HK         | 27 ans | 1 m 76 | 633  | 156  |
| 16                                | Valérie Nicolas            | Gardienne      | Viborg HK         | 28 ans | 1 m 78 | 0    | 174  |
| 1                                 | Joanne Dudziak             | Gardienne      | HBC Nîmes         | 31 ans | 1 m 70 | 1    | 143  |
| 5                                 | Sandrine Delerce           | Demi-centre    | ES Besançon       | 28 ans | 1 m 73 | 373  | 155  |
| 6                                 | Mélinda Jacques-Szabo      | Arrière droite | HB Metz Métropole | 32 ans | 1 m 89 | 242  | 54   |
| 7                                 | Nodjialem Myaro            | Arrière gauche | Kolding IF        | 27 ans | 1 m 82 | 490  | 141  |
| 8                                 | Véronique Pecqueux-Rolland | Pivot          | ES Besançon       | 31 ans | 1 m 72 | 644  | 217  |
| ?                                 | Myriame Saïd Mohamed       | Demi-centre    | ES Besançon       | 26 ans | 1 m 65 | 73   | 59   |
| Sélectionneur : Olivier Krumbholz |                            |                |                   |        |        |      |      |

Remarque : les statistiques données dans le tableau sont visiblement celles après la compétition, car elles différent de celles données avant
Isabelle Cendier n'était pas sélectionnée en début de compétition. 
Bertille Bétaré (Fleury les Aubrais), Delphine Guehl (Dijon), Nathalie Macra (HBC Nîmes) ont pris part aux matchs de préparations mais n'ont pas été sélectionnées.

## Résultats

### Phase préliminaire
|   | Équipe               | Pts | J | G | N | P | Bp  | Bc  | Diff |
| - | -------------------- | --- | - | - | - | - | --- | --- | ---- |
| 1 | France               | 10  | 5 | 5 | 0 | 0 | 149 | 98  | 51   |
| 2 | Espagne              | 8   | 5 | 4 | 0 | 1 | 150 | 120 | 30   |
| 3 | Serbie-et-Monténégro | 6   | 5 | 3 | 0 | 2 | 165 | 143 | 22   |
| 4 | Croatie              | 4   | 5 | 2 | 0 | 3 | 142 | 122 | 20   |
| 5 | Brésil               | 2   | 5 | 1 | 0 | 4 | 136 | 155 | -19  |
| 6 | Australie            | 0   | 5 | 0 | 0 | 5 | 74  | 178 | -104 |

| Date                | Équipe 1 | Score   | Équipe 2             |
| ------------------- | -------- | ------- | -------------------- |
| Mardi 2 décembre    | France   | 28 – 25 | Espagne              |
| Mercredi 3 décembre | France   | 33 – 15 | Brésil               |
| Jeudi 4 décembre    | France   | 33 – 13 | Australie            |
| Samedi 6 décembre   | France   | 28 – 20 | Croatie              |
| Dimanche 7 décembre | France   | 27 – 25 | Serbie-et-Monténégro |

La France termine première du groupe A disputé à Split.

#### Victoire face à l'Espagne
| 2 décembre 2003 20h | France   | 28 – 25       | Espagne      | Športski centar Gripe, Split, Croatie Affluence : 1 500 Arbitrage : Liachovicius et Paskevicius |
| 2 décembre 2003 20h | Ludwig 6 | (11 – 10)     | Puche Diaz 7 | Športski centar Gripe, Split, Croatie Affluence : 1 500 Arbitrage : Liachovicius et Paskevicius |
| 2 décembre 2003 20h | ×?       | Handzone Blog | ×? ×1        | Športski centar Gripe, Split, Croatie Affluence : 1 500 Arbitrage : Liachovicius et Paskevicius |

| N°    | Joueuse                    | Tirs      | %Tirs | Int | Bp |
| ----- | -------------------------- | --------- | ----- | --- | -- |
| 3     | Estelle Vogein             | 4/4       | 100.0 | 0   | 0  |
| 4     | Leila Lejeune              | 3/6       | 50.0  | 0   | 4  |
| 5     | Sandrine Delerce           | 2/5       | 40.0  | 0   | 3  |
| 6     | Mélinda Jacques-Szabo      | 4/6 (2 p) | 66.7  | 0   | 2  |
| 8     | Véronique Rolland-Pecqueux | 2/3       | 66.7  | 0   | 0  |
| 9     | Myriame Saïd Mohamed       | 0/0       | -     | 0   | 0  |
| 10    | Sophie Herbrecht           | 3/6       | 50.0  | 0   | 2  |
| 11    | Stéphanie Cano             | 1/2       | 50.0  | 1   | 1  |
| 13    | Isabelle Wendling          | 3/4       | 75.0  | 0   | 1  |
| 14    | Myriam Borg-Korfanty       | 0/1       | 0.0   | 0   | 0  |
| 15    | Stéphanie Ludwig           | 6/9       | 66.7  | 1   | 1  |
| 20    | Raphaëlle Tervel           | 0/2       | 0.0   | 0   | 0  |
| Total | Total                      | 28/48     | 58.3  | 2   | 14 |

| N°    | Joueuse         | Ar.Tirs | Ar.Pen | %Arrêt |
| ----- | --------------- | ------- | ------ | ------ |
| 12    | Joanne Dudziak  | 0/0     | 0/0    | -      |
| 16    | Valérie Nicolas | 14/34   | 2/7    | 39.0   |
| Total | Total           | 14/34   | 2/7    | 39.0   |

| N°    | Joueuse               | Tirs       | %Tirs | Int | Bp |
| ----- | --------------------- | ---------- | ----- | --- | -- |
| 4     | C. Lopez              | 0/1        | 0.0   | 0   | 0  |
| 5     | T. Andreu             | 0/0        | -     | 0   | 0  |
| 8     | Cristina Gómez Arquer | 4/5        | 80.0  | 0   | 1  |
| 9     | Marta Mangué          | 4/10       | 40.0  | 0   | 3  |
| 10    | T. Garmendi           | 0/0        | -     | 0   | 0  |
| 11    | Montserrat Puche Díaz | 7/14 (4 p) | 50.0  | 0   | 1  |
| 13    | Susana Fraile         | 5/14       | 35.7  | 0   | 3  |
| 14    | P. Alonso             | 0/0        | -     | 0   | 0  |
| 15    | Lidia Sanchez Alias   | 1/2 (1 p)  | 50.0  | 0   | 0  |
| 16    | Susana Pareja Ibarra  | 2/2        | 100.0 | 1   | 0  |
| 17    | Verónica Cuadrado     | 0/0        | -     | 0   | 0  |
| 20    | Noelia Oncina         | 2/4        | 50.0  | 0   | 1  |
| Total | Total                 | 25/52      | 48.1  | 1   | 9  |

| N°    | Joueuse                     | Ar.Tirs | Ar.Pen | %Arrêt |
| ----- | --------------------------- | ------- | ------ | ------ |
| 1     | Elisabeth López Valledor    | 11/37   | 2/4    | 31.7   |
| 12    | María Eugenia Sánchez Bravo | 0/0     | 0/0    | -      |
| Total | Total                       | 11/37   | 2/4    | 31.7   |

#### Victoire face au Brésil
| 3 décembre 2003 | France             | 33 – 15       | Brésil  | Športski centar Gripe, Split, Croatie Affluence : 200 Arbitrage : Oie et Togstad |
| 3 décembre 2003 | Rolland-Pecqueux 7 | (15 – 4)      | Silva 6 | Športski centar Gripe, Split, Croatie Affluence : 200 Arbitrage : Oie et Togstad |
| 3 décembre 2003 | ×?                 | Handzone Blog | ×?      | Športski centar Gripe, Split, Croatie Affluence : 200 Arbitrage : Oie et Togstad |

- France
  - Gardiennes de but : Nicolas, Dudziak.
  - Marqueuses : Vogein (2), Lejeune (2), Delerce (3), M. Jacques (5 dont 3 pen.), Myaro (5 dont 1 pen.), Pecqueux-Rolland (7), Herbrecht (2), Cano (3), Wendling (2), Korfanty (1), Tervel (1).
- Brésil
  - Gardiennes de but : Chana Masson, De Paula.
  - Marqueuses : Ana Amorim (1), Daniela Piedade (2), Santos (4), Aline Silva dos Santos (6 dont 2 pen.), Mesquita (1), Figueiredo (1), Fabiana Diniz (0/1).

#### Victoire face à l'Australie
| 4 décembre 2003 | France   | 33 – 13       | Australie | Športski centar Gripe, Split, Croatie Affluence : 200 Arbitrage : Methe et Methe |
| 4 décembre 2003 | Tervel 6 | (18 – 9)      | Hedberg 6 | Športski centar Gripe, Split, Croatie Affluence : 200 Arbitrage : Methe et Methe |
| 4 décembre 2003 | ×?       | Handzone Blog | ×?        | Športski centar Gripe, Split, Croatie Affluence : 200 Arbitrage : Methe et Methe |

- France
  - Gardiennes de but : Nicolas, Dudziak.
  - Marqueuses : Cendier-Ajaguin (5), Vogein (2), Lejeune (2), Myaro (5 dont 1 pen.), Pecqueux-Rolland (5), Saïd Mohamed (4), Cano (2), Wendling (1), Ludwig (1), Tervel (6).
- Australie
  - Gardiennes de but : Ignjatovic, Kent.
  - Marqueuses : Roy (2), Leone (3), Edland (2 dont 1 pen.), Hedberg (6).

#### Victoire face à la Croatie
| 6 décembre 2003 | France     | 28 – 20       | Croatie    | Športski centar Gripe, Split, Croatie Affluence : 1 500 Arbitrage : Migas et Bavas (Grèce). |
| 6 décembre 2003 | Jacques 11 | (13 – 10)     | Pasičnik 7 | Športski centar Gripe, Split, Croatie Affluence : 1 500 Arbitrage : Migas et Bavas (Grèce). |
| 6 décembre 2003 | ×?         | Handzone Blog | ×?         | Športski centar Gripe, Split, Croatie Affluence : 1 500 Arbitrage : Migas et Bavas (Grèce). |

- Croatie
  - Gardiennes de but : Knezović, Stancin
  - Marqueuses : Golubić (2), Hodak (2), Pušić-Koroljević (6), Pasičnik (7), Mitrović (1), Kevo (1), Čuljak (1).
- France
  - Gardiennes de but : Nicolas, Dudziak
  - Marqueuses : Delerce (5), Jacques (11 dont 2 pen.), Pecqueux-Rolland (3), Herbrecht (1), Cano (4), Korfanty (1), Ludwig (1), Tervel (2).

#### Victoire face à la Serbie-et-Monténégro
| 7 décembre 2003 | France           | 27 – 25       | Serbie-et-Monténégro | Športski centar Gripe, Split, Croatie Affluence : 400 Arbitrage : Oie et Togstad |
| 7 décembre 2003 | trois joueuses 5 | (12 – 13)     | Knežević 9           | Športski centar Gripe, Split, Croatie Affluence : 400 Arbitrage : Oie et Togstad |
| 7 décembre 2003 | ×?               | Handzone Blog | ×?                   | Športski centar Gripe, Split, Croatie Affluence : 400 Arbitrage : Oie et Togstad |

- France
  - Gardiennes de but : Nicolas, Dudziak.
  - Marqueuses : Lejeune (3 dont 1 pen.), Delerce (5), Jacques (3 dont 3 pen.), Pecqueux-Rolland (5), Herbrecht (5), Cano (1), Wendling (1), Ludwig (2), Tervel (2).
- Serbie-Monténégro : gardienne de but : Ana Vojcić. 
  - Marqueuses : Ivana Mladenović (4), Andrijana Budimir (1), Ljiljana Knežević (9 dont 5 pen.), Ana Batinić (4), Maja Savić (1), Bojana Petrović (4), Tanja Milanović (1), Svetlana Ognjenović (1).

### Tour principal
|   | Équipe               | Pts | J | G | N | P | Bp  | Bc  | Diff |
| - | -------------------- | --- | - | - | - | - | --- | --- | ---- |
| 1 | France               | 8   | 5 | 4 | 0 | 1 | 128 | 121 | 7    |
| 2 | Corée du Sud         | 6   | 5 | 3 | 0 | 2 | 158 | 151 | 7    |
| 3 | Espagne              | 5   | 5 | 2 | 1 | 2 | 139 | 138 | 1    |
| 4 | Russie               | 5   | 5 | 2 | 1 | 2 | 129 | 129 | 0    |
| 5 | Serbie-et-Monténégro | 4   | 5 | 2 | 0 | 3 | 145 | 158 | -13  |
| 6 | Autriche             | 2   | 5 | 1 | 0 | 4 | 149 | 151 | -2   |

| Date                 | Équipe 1 | Score   | Équipe 2             |
| -------------------- | -------- | ------- | -------------------- |
| Rappel premier tour  | France   | 28 – 25 | Espagne              |
| Rappel premier tour  | France   | 27 – 25 | Serbie-et-Monténégro |
| Mardi 9 décembre     | France   | 25 – 27 | Corée du Sud         |
| Mercredi 10 décembre | France   | 28 – 25 | Autriche             |
| Jeudi 11 décembre    | France   | 20 – 19 | Russie               |

La France est qualifiée pour les demi-finales de la compétition.

#### Défaite face à la Corée du Sud
Face à la Corée du Sud, qui atteindra la finale des Jeux olympiques d'Athènes 9 mois plus tard, les Françaises, dépassées par la vitesse de jeu coréenne et coupables d'un nombre de perte de balle trop important, concèdent leur première défaite depuis le début du Mondial.
| 9 décembre 2003 | France    | 25 – 27       | Corée du Sud | Dom Sportova, Zagreb, Croatie Affluence : 300 Arbitrage : Oie et Togstad |
| 9 décembre 2003 | Lejeune 7 | (10 – 15)     | Woo 6        | Dom Sportova, Zagreb, Croatie Affluence : 300 Arbitrage : Oie et Togstad |
| 9 décembre 2003 | ×?        | Handzone Blog | ×?           | Dom Sportova, Zagreb, Croatie Affluence : 300 Arbitrage : Oie et Togstad |

- France
  - Gardiennes de but : Nicolas, Dudziak.
  - Marqueuses : Vogein (1), Lejeune (7), Pecqueux-Rolland (1), Herbrecht (4), Cano (3), Wendling (3), Ludwig (3), Tervel (3)
- Corée du Sud
  - Gardiennes de but : Y.R. Oh, K.H. Moo.
  - Marqueuses : Woo (6), S.Y. Huh (4), G.J. Lee (1), Jang (3), S.O. Oh (5), Lim (2 dont 1 pen.), Park (2), S.E. Lee (3 dont 2 pen.), Choi (1), Myoung, C.Y Kim, Moon

#### Victoire face à l'Autriche
| 10 décembre 2003 18h00 | France     | 28 – 25       | Autriche    | Dom Sportova, Zagreb, Croatie Affluence : 400 Arbitrage : Hansson et Olsson |
| 10 décembre 2003 18h00 | Lejeune 10 | (15 – 14)     | Fridrikas 9 | Dom Sportova, Zagreb, Croatie Affluence : 400 Arbitrage : Hansson et Olsson |
| 10 décembre 2003 18h00 | ×?         | Handzone Blog | ×?          | Dom Sportova, Zagreb, Croatie Affluence : 400 Arbitrage : Hansson et Olsson |

- France
  - Gardiennes de but : Nicolas, Dudziak.
  - Marqueuses : Cendier-Ajaguin 2, Vogein 1, Lejeune 10 (dont 3 pen.), Delerce 6, Herbrecht 1, Cano 1, Wendling 3, Korfanty 1, Tervel 1, Myaro 2 (dont 2 pen.).
- Autriche
  - Gardiennes de but : Rusnachenko, Hofmann.
  - Marqueuses : Sypkus 3, Ofenböck 2, Teodorovic 3 (dont 1 pen.), Fridrikas 9 (dont 2 pen.), Mika 1, B. Strass 3, Engel 4.

#### Victoire face à la Russie
Le match face à la Russie, championnes du monde de handball en titre, est un match couperet : une victoire ou un match nul permettraient à la France de se qualifier en demi-finale, mais en cas de défaite, la France ne terminerait que 4e en cas de victoire de la Serbie-Monténégro face à l'Autriche. Or la 3e place du groupe permet de disputer le match pour la 5e place et ainsi d'obtenir le dernier ticket pour les Jeux olympiques d'Athènes.
Grâce notamment à Valérie Nicolas et ses 17 arrêts et à une Mélinda Jacques-Szabo importantes dans les instants décisifs, les Françaises s'imposent contre les Russes (20-19) et accèdent non seulement aux demi-finales du Mondial mais en plus se qualifie pour les Jeux olympiques d'Athènes.
| 7 décembre 2003 | France          | 20 – 19       | Russie       | Dom Sportova, Zagreb, Croatie Affluence : 1 000 Arbitrage : Oie et Togstad |
| 7 décembre 2003 | Jacques-Szabo 4 | (7 – 8)       | Mouravieva 6 | Dom Sportova, Zagreb, Croatie Affluence : 1 000 Arbitrage : Oie et Togstad |
| 7 décembre 2003 | ×?              | Handzone Blog | ×?           | Dom Sportova, Zagreb, Croatie Affluence : 1 000 Arbitrage : Oie et Togstad |

- France
  - Gardiennes de but : Nicolas, Dudziak.
  - Marqueuses : Lejeune (3 dont 3 pen.), Jacques (4), Myaro (1), Pecqueux-Rolland (3), Herbrecht (2), Cano (3), Wendling (2), Tervel (2).
- Russie
  - Gardiennes de but : Souslina, Alizar.
  - Marqueuses : Chipilova (1), Pazitch (1), Romenskaïa (1), Postnova (2), Kareïeva (1), Bodnieva (2), Mouravieva (6 dont 4 pen.), Dolgikh (2), Poltoratskaïa (1), Smirnova (2).

### Phase finale
|  | Demi-finales                      | Demi-finales                    |                        |      | Finale                            | Finale                            |
|  | Demi-finales                      | Demi-finales                    |                        |      | Finale                            | Finale                            |
|  |                                   |                                 |                        |      |                                   |                                   |
|  | Samedi 13 décembre 2003, Zagreb   | Samedi 13 décembre 2003, Zagreb |                        |      | Dimanche 14 décembre 2003, Zagreb | Dimanche 14 décembre 2003, Zagreb |
|  | Samedi 13 décembre 2003, Zagreb   | Samedi 13 décembre 2003, Zagreb |                        |      | Dimanche 14 décembre 2003, Zagreb | Dimanche 14 décembre 2003, Zagreb |
|  | France                            | 28ap                            |                        |      | Dimanche 14 décembre 2003, Zagreb | Dimanche 14 décembre 2003, Zagreb |
|  | France                            | 28ap                            |                        |      | Dimanche 14 décembre 2003, Zagreb | Dimanche 14 décembre 2003, Zagreb |
|  | Ukraine                           | 26                              |                        |      | Dimanche 14 décembre 2003, Zagreb | Dimanche 14 décembre 2003, Zagreb |
|  | Ukraine                           | 26                              | France                 | 32ap |                                   |                                   |
|  | Samedi 13 décembre 2003, Zagreb   |                                 | France                 | 32ap |                                   |                                   |
|  |                                   | Hongrie                         | 29                     |      |                                   |                                   |
|  | Hongrie                           | Hongrie                         | 29                     | 40   |                                   |                                   |
|  | Hongrie                           |                                 |                        | 40   |                                   |                                   |
|  | Corée du Sud                      | 38                              |                        |      |                                   |                                   |
|  | Corée du Sud                      | 38                              | Match pour la 3e place |      |                                   |                                   |
|  |                                   |                                 |                        |      |                                   |                                   |
|  | Dimanche 14 décembre 2003, Zagreb |                                 |                        |      |                                   |                                   |
|  |                                   |                                 |                        |      |                                   |                                   |
|  | Ukraine                           | 29                              |                        |      |                                   |                                   |
|  | Ukraine                           | 29                              |                        |      |                                   |                                   |
|  | Corée du Sud                      | 31                              |                        |      |                                   |                                   |
|  | Corée du Sud                      | 31                              |                        |      |                                   |                                   |

#### Demi-finale
| 13 décembre 2003 19h15 | France          | 28 - 26 (ap)       | Ukraine          | Dom Sportova, Zagreb Affluence : 3 000 Arbitrage : Hansson et Olsson |
| 13 décembre 2003 19h15 | Leila Lejeune 8 | (10 - 13, 25 - 25) | Olena Iatsenko 6 | Dom Sportova, Zagreb Affluence : 3 000 Arbitrage : Hansson et Olsson |
| 13 décembre 2003 19h15 | Prol. : 3 - 1   |                    |                  | Dom Sportova, Zagreb Affluence : 3 000 Arbitrage : Hansson et Olsson |
| 13 décembre 2003 19h15 | Handzone Blog   |                    |                  | Dom Sportova, Zagreb Affluence : 3 000 Arbitrage : Hansson et Olsson |

| France - Gardiennes de but - Nicolas - Dudziak - Marqueuses - Vogein (3) - Lejeune (8 dont 3 pen.) - Delerce (3) - Jacques (1 dont 1 pen.) - Myaro (3 dont 1 pen.) - Pecqueux-Rolland (1) - Herbrecht (1) - Cano (2) - Wendling (2) - Korfanty (1) - Tervel (3). | Ukraine - Gardiennes de but - Nataliya Boryssenko - Larissa Zaspa - Marqueuses - Oksana Sakada (2) - Maryna Verhelyouk (4) - Olena Iatsenko (6) - Hanna Syoukalo (3) - Olena Tsyhytsia (4 dont 1 pen.) - Nataliya Lyapina (2 dont 2 pen.) - Oxana Raykhel (2) - Hryholiunas (3). |

#### Finale
| 14 décembre 2003 19h15 | France                  | 32 – 29 (ap)           | Hongrie              | Zagreb, Croatie Affluence : 5 000 Arbitrage : S. Arnaldsson et G. Vidarsson |
| 14 décembre 2003 19h15 | Mélinda Jacques-Szabo 5 | (8 – 11, 28 - 28)      | Bojana Radulovics 13 | Zagreb, Croatie Affluence : 5 000 Arbitrage : S. Arnaldsson et G. Vidarsson |
| 14 décembre 2003 19h15 | Prol. : 4 - 1           |                        |                      | Zagreb, Croatie Affluence : 5 000 Arbitrage : S. Arnaldsson et G. Vidarsson |
| 14 décembre 2003 19h15 | ×6 ×1                   | handzone Blog origo.hu | ×9 ×2                | Zagreb, Croatie Affluence : 5 000 Arbitrage : S. Arnaldsson et G. Vidarsson |

| France                         |                    |                                                     |
| Gardiennes:                    |                    |                                                     |
| 01 Joanne Dudziak              | 0/6                |                                                     |
| 16 Valérie Nicolas             | 10/33              |                                                     |
| 0                              |                    |                                                     |
| Joueuses de champ:             |                    |                                                     |
| 02 Isabelle Cendier            | 0/1                |                                                     |
| 03 Estelle Vogein              | 3/3                |                                                     |
| 04 Leila Lejeune               | 4/12 (dont 2 à 7m) |                                                     |
| 05 Sandrine Delerce            | 1/5                |                                                     |
| 06 Mélinda Jacques-Szabo       | 5/9                |                                                     |
| 07 Nodjialem Myaro             | 2/7                |                                                     |
| 08 Véronique Pecqueux-Rolland0 | 4/7                |                                                     |
| 10 Sophie Herbrecht            | 0/2                | Suspension                                          |
| 11 Stéphanie Cano              | 4/5                |                                                     |
| 13 Isabelle Wendling           | 1/1                | Suspension · Suspension · Suspension · Carton rouge |
| 14 Myriam Borg-Korfanty        | 4/4                |                                                     |
| 16 Valérie Nicolas             | 0/1                |                                                     |
| 20 Raphaëlle Tervel            | 4/12               |                                                     |
| 0                              |                    |                                                     |
| Entraîneur :                   |                    |                                                     |
| Olivier Krumbholz              |                    |                                                     |

| Hongrie                |                     |                           |
| Gardiennes:            |                     |                           |
| 01 Irina Sirina        |                     |                           |
| 16 Katalin Pálinger    | 26/58               |                           |
| 0                      |                     |                           |
| Joueuses de champ:     |                     |                           |
| 02 Bernadett Ferling   | 3/5                 | Suspension · Carton rouge |
| 03 Beata Bohus         |                     |                           |
| 04 Ibolya Mehlmann     |                     |                           |
| 06 Erika Kirsner       | 1/2                 |                           |
| 09 Bojana Radulovics   | 13/21 (dont 6 à 7m) |                           |
| 10 Krisztina Pigniczki | 2/2                 | Suspension                |
| 11 Ágnes Farkas        | 1/6                 |                           |
| 13 Anita Görbicz       | 4/8                 | Carton rouge              |
| 15 Eszter Siti         | 0/1                 |                           |
| 17 Tímea Tóth          |                     |                           |
| 18 Zsuzsanna Lovász0   | 2/4                 |                           |
| 19 Anita Kulcsár       | 3/3                 |                           |
| 0                      |                     |                           |
| 0                      |                     |                           |
| Entraîneur :           |                     |                           |
| Lajos Mocsai           |                     |                           |

## Statistiques et récompenses

### Équipe-type
Trois joueuses de l'équipe de France sont élues dans l'équipe-type de la compétition :
- Valérie Nicolas meilleure joueuse et meilleure gardienne,
- Isabelle Wendling meilleure pivot,
- Estelle Vogein, prix du Fair-play[9].

### Statistiques des joueuses
Aucune joueuse n’apparaît parmi les 10 meilleures marqueuses. 12 joueuses de champs (en plus des deux gardiennes) étaient sélectionnées pour chaque match.
| no    | Joueuse                    | Poule | Poule | Poule | Poule | Poule | Tour principal | Tour principal | Tour principal | Phase finale | Phase finale | Totaux | Totaux |
| no    | Joueuse                    |       |       |       |       |       |                |                |                |              |              | Buts   | Matchs |
| ----- | -------------------------- | ----- | ----- | ----- | ----- | ----- | -------------- | -------------- | -------------- | ------------ | ------------ | ------ | ------ |
| 2     | Sonia Cendier              | NR    | NR    | 5     | 0     | NR    | NR             | 2              | NR             | NR           | 0            | 7      | 4      |
| 3     | Estelle Vogein             | 4     | 2     | 2     | 0     | 0     | 1              | 1              | 0              | 3            | 3            | 16     | 10     |
| 4     | Leila Lejeune              | 3     | 2     | 2     | 0     | 3     | 8              | 10             | 3              | 8            | 4            | 43     | 10     |
| 5     | Sandrine Delerce           | 2     | 3     | NR    | 5     | 5     | 0              | 6              | 0              | 3            | 1            | 25     | 9      |
| 6     | Mélinda Jacques-Szabo      | 4     | 5     | NR    | 11    | 3     | 0              | NR             | 4              | 1            | 5            | 33     | 8      |
| 7     | Nodjialem Myaro            | NR    | 5     | 5     | NR    | 0     | NR             | 2              | 1              | 3            | 2            | 18     | 7      |
| 8     | Véronique Pecqueux-Rolland | 2     | 7     | 5     | 3     | 5     | 1              | 0              | 3              | 1            | 4            | 31     | 10     |
| 9     | Myriame Saïd Mohamed       | 0     | NR    | 5     | NR    | NR    | 0              | 0              | NR             | NR           | NR           | 5      | 4      |
| 10    | Sophie Herbrecht           | 3     | 2     | 0     | 1     | 5     | 4              | 1              | 2              | 1            | 0            | 19     | 10     |
| 11    | Stéphanie Cano             | 1     | 3     | 2     | 4     | 1     | 3              | 1              | 3              | 2            | 4            | 24     | 10     |
| 13    | Isabelle Wendling          | 3     | 2     | 1     | 0     | 1     | 3              | 3              | 2              | 2            | 1            | 18     | 10     |
| 14    | Myriam Borg-Korfanty       | 0     | 1     | 0     | 1     | 0     | 0              | 1              | 0              | 1            | 4            | 8      | 10     |
| 15    | Stéphanie Ludwig           | 6     | 0     | 1     | 1     | 2     | 2              | NR             | 0              | 0            | NR           | 12     | 8      |
| 20    | Raphaëlle Tervel           | 0     | 1     | 6     | 2     | 2     | 3              | 1              | 2              | 3            | 4            | 24     | 10     |
| Total | Total                      | 28    | 33    | 34    | 28    | 27    | 25             | 28             | 20             | 28           | 32           | 283    | 10     |

### Statistiques des gardiennes de buts
Joanne Dudziak possède le meilleur pourcentage d'arrêts de la compétition avec 46,7 % d'arrêts (57 arrêts sur 122 tirs en 8 matchs, soit une moyenne 7,1 arrêts par match) tandis que Valérie Nicolas est la deuxième gardienne de but en terme du nombre d'arrêts (103 arrêts) derrière la hongroise Katalin Pálinger et ses 141 arrêts :
| no | Joueuse         | %      | Arrêts | Tirs | Matchs | Moy. |
| -- | --------------- | ------ | ------ | ---- | ------ | ---- |
| 1  | Joanne Dudziak  | 46,7 % | 57     | 122  | 8      | 7,1  |
| 16 | Valérie Nicolas | 39,3 % | 103    | 262  | 10     | 10,3 |